# Vörhenyeshasú kokabura
A vörhenyeshasú kokabura (Dacelo gaudichaud) a madarak (Aves) osztályának szalakótaalakúak (Coraciiformes) rendjéhez, ezen belül a jégmadárfélék (Alcedinidae) családjához tartozó faj.

## Rendszerezése
A fajt Jean René Constant Quoy és Paul Gaimard írták le 1824-ben. Tudományos nevét Charles Gaudichaud-Beaupré francia botanikusról kapta.

## Előfordulása
Indonézia és Pápua Új-Guinea területén honos. Természetes élőhelyei a szubtrópusi vagy trópusi síkvidéki esőerdők, mangroveerdők és cserjések, valamint ültetvények és vidéki kertek. Állandó, nem vonuló faj.

## Megjelenése
Testhossza 28-31 centiméter, a hím testtömege 110–161 gramm, a tojóé 138–170 gramm.

## Életmódja
Ízeltlábúakkal táplálkozik, de földigilisztákat is fogyaszt.

## Természetvédelmi helyzete
Az elterjedési területe nagyon nagy, egyedszáma pedig stabil. A Természetvédelmi Világszövetség Vörös listáján nem fenyegetett fajként szerepel.